# Olecko (gmina)
Pour la ville, voir Olecko.
Olecko est une gmina mixte du powiat de Olecko, Varmie-Mazurie, dans le nord de la Pologne. Son siège est la ville d'Olecko, qui se situe environ 135 km à l'est de la capitale régionale Olsztyn.
La gmina couvre une superficie de 266,6 km2 pour une population de 21 413 habitants.

## Géographie
Outre la ville de Olecko, la gmina inclut les villages de Babki Gąseckie, Babki Oleckie, Biała Olecka, Borawskie, Borawskie Małe, Dąbrowskie, Dąbrowskie-Osiedle, Dobki, Doliwy, Duły, Gąski, Giże, Gordejki, Gordejki Małe, Imionki, Imionki PKP, Jaśki, Judziki, Kijewo, Kolonia Olecko, Kukowo, Łęgowo, Lenarty, Lipkowo, Możne, Olszewo, Pieńki, Plewki, Przytuły, Raczki Wielkie, Rosochackie, Sedranki, Skowronki, Ślepie, Świdry, Szczecinki, Wólka Kijewska, Zabielne, Zajdy, Zatyki et Zielonówek.
La gmina borde les gminy de Bakałarzewo, Ełk, Filipów, Kalinowo, Kowale Oleckie, Świętajno et Wieliczki.